# Полное собрание сочинений и писем К. Н. Леонтьева в 12 томах
Полное собрание сочинений и писем русского философа и писателя Константина Николаевича Леонтьева (1831—1891) выпускается издательством «Владимир Даль» с 2000 года.

## История подготовки
Первое и единственное собрание сочинений К. Н. Леонтьева издавалось в 1910-х годах его учеником, протоиереем И. И. Фуделем, но не было завершено по обстоятельствам военного времени. 
В Германии в 1975 году вышло репринтное издание первых четырёх томов этого собрания со вступительной статьей Ю. П. Иваска. 
В 1920-х годах права на издание Леонтьева получил от племянницы писателя С. Н. Дурылин, но ему, в силу понятных обстоятельств, удалось осуществить лишь одну публикацию в «Литературном наследстве» (1935. Т. 22/24).
Инициаторами подготовки этого Полного собрания стали петербургское издательство «Владимир Даль» (В. М. Камнев), А. П. Мельников и В. А. Котельников (в то время — заместитель директора ИРЛИ РАН), занимавшийся изучением творчества Леонтьева ещё с 1980-х годов. Работа началась в 1999 году, её научная составляющая выполнена двумя сотрудниками: доктором филологических наук В. А. Котельниковым и доктором филологических наук (с 2012 года) О. Л. Фетисенко (Группа по исследованию и изданию наследия К. Н. Леонтьева в Отделе новой русской литературы ИРЛИ РАН). Помощь изданию оказали Г. Б. Кремнев (член редколлегии ПССиП), кандидат исторических наук К. А. Жуков, заведующая Отделом рукописей ГЛМ Е. М. Варенцова, нижегородский историк и художник-мозаичист Д. В. Гущин. В составлении комментария к тому литературной критики приняли участие Е. А. Гаричева и С. А. Ипатова, ко второму и третьему томам — Л. В. Дмитриева. Переводы с французского писем Леонтьева к матери были выполнены Е. Л. Яценко.
Первоначально собрание планировалось выпустить в 10 томах, к моменту выхода первого тома количество увеличилось до 12, а затем, при следовании общему плану, описанному в редакционной статье, но при более углубленном знакомстве с рукописным наследием Леонтьева, хранящемся более чем в 15 архивах, выяснилось, что недостаточно и 12 томов, и возникла необходимость деления на книги.
Планируется завершить издание в юбилейный год Леонтьева (в 2021 году исполнилось 190 лет со дня рождения и 130 лет со дня смерти писателя). В 2019 году вышла вторая книга одиннадцатого тома.

## Структура издания
Собрание структурировано по жанрово-хронологическому принципу и делится на несколько «серий»: художественные произведения (пять томов), мемуарно-автобиографические (шестой том в двух книгах), публицистика (два тома в четырех книгах), литературная критика (девятый том), деловые документы (дипломатические донесения, цензорские доклады и др.; десятый том в двух книгах), письма (два тома в пяти книгах).
I. Художественные произведения
Т. 1. Произведения 1852—1861 годов. Из ранних произведений (в том вошли ранние повести, драма «Трудные дни», роман «Подлипки»). СПб.: Владимир Даль, 2000.
Т. 2. Произведения 1861—1864 годов (роман «В своем краю» и повесть «Исповедь мужа»). СПб.: Владимир Даль, 2000.
Т. 3. Произведения 1864—1876 годов (цикл «восточных повестей» «Из жизни христиан в Турции»). СПб.: Владимир Даль, 2001.
Т. 4. Одиссей Полихрониадес (роман). СПб.: Владимир Даль, 2002.
Т. 5. Произведения конца 1860-х — 1891 годов (романы «Две избранницы», «Египетский голубь», «Подруги» и др.). СПб.: Владимир Даль, 2003.
II. Мемуарно-автобиографические произведения
Т. 6, кн. 1. Воспоминания, очерки, автобиографические произведения 1869—1891 годов. СПб.: Владимир Даль, 2003.
Т. 6, кн. 2. Фрагмент из дневника. Автобиографические материалы. Завещания. Другие редакции. Приложения (в Приложение вошли ранее не публиковавшиеся мемуарно-автобиографические тексты матери и племянницы К. Н. Леонтьева.) СПб.: Владимир Даль, 2004.
III. Публицистика
Т. 7, кн. 1. Публицистика 1862—1879 годов. СПб.: Владимир Даль, 2005.
Т. 7, кн. 2. Публицистика 1880 года. Ранние научные работы. СПб.: Владимир Даль, 2006.
Т. 8, кн. 1. Публицистика 1881—1891 годов. СПб.: Владимир Даль, 2007.
Т. 8, кн. 2. Публицистика 1890—1891 годов. Другие редакции. Наброски. Подготовительные материалы. СПб.: Владимир Даль, 2009.
IV. Литературная критика
Т. 9. Литературно-критические статьи и рецензии 1860—1890 года. СПб.: Владимир Даль, 2014.
V. Документы служебной деятельности
Т. 10, кн. 1. Рапорты в Нижегородскую врачебную управу (1858—1860). Дипломатические донесения и другие документы консульской службы (1864—1873). СПб.: Владимир Даль, 2017.
Т. 10, кн. 2. Цензорские доклады и другие документы, относящиеся к периоду службы в Московском цензурном комитете (1880—1887). СПб.: Владимир Даль, 2017.
VI. Письма
Т. 11, кн. 1. Письма 1853—1875 годов. СПб.: Владимир Даль, 2018.
Т. 11, кн. 2. Письма 1876—1882 годов. СПб.: Владимир Даль, 2019.
Т. 12, кн. 1. Письма 1883—1887 годов (в работе).
Т. 12, кн. 2. Письма 1888—1890 годов.
Т. 12, кн. 3. Письма 1891 года. Дополнения.
Кроме статьи в первом томе, устанавливающей основные эдиционные принципы собрания, редакционные статьи помещены также в томах, завершающих каждый жанрово-хронологический раздел (Т. 5; Т. 6, кн. 2; Т. 8, кн. 2; Т. 9; Т. 10, кн. 2). Отдельная статья посвящена единственному прижизненному сборнику статей Леонтьева «Восток, Россия и Славянство» (Т. 8, кн. 2).
В 2012 году О. Л. Фетисенко начата серия Приложений к ПССиП. К настоящему времени издано две книги, посвященные ближайшим ученикам Леонтьева, и две книги о хронологии жизни и творчества:
- Кн. I. «Преемство от отцов». И. И Фудель и К. Н. Леонтьев: Переписка. Статьи. Воспоминания. СПб.: Владимир Даль, 2012.[4] Кроме обширного эпистолярного корпуса в книгу вошла полная подборка статей Фуделя о Леонтьеве, начиная с тех, что успел прочесть сам Леонтьев (1890), и воспоминания, написанные за месяц до кончины о. Иосифа Фуделя. Во вкладке впервые был опубликован ряд редких фотографий из фондов Дома русского зарубежья им. А. Солженицына.
- Кн. II. Иван Кристи. Письма к К. Н. Леонтьеву. Статьи. СПб.: Владимир Даль, 2016. Отметим, что в приложении к этой книге помещена полная подборка писем И. Кристи к известному подвижнику народной школы, основателю Татевской школы С. А. Рачинскому. Выявленный в фонде Рачинских в РГАЛИ портрет Кристи размещен на форзаце книги.
- Кн. III. Летопись жизни и творчества К. Н. Леонтьева (1831-1891). Ч. 1:1831-1880 / Сост. О. Л. Фетисенко. - СПб.: Владимир Даль, 2022. - 703с., ил.
- Кн. IV. Летопись жизни и творчества К. Н. Леонтьева (1831-1891). Ч. 2:1881-1891 / Сост. О. Л. Фетисенко. - СПб.: Владимир Даль, 2023. - 735с., ил.

## Особенности издания
Как заявляют составители издания, в Собрании сохранены особенности «речевой личности» автора, которые были неустойчивыми и менялись с течением времени.
Обычно академическое собрание сочинений выходит на основе уже имеющихся авторитетных изданий, но в данном случае прижизненного собрания сочинений не было, «фуделевское» собрание было неполным, не существовало ни библиографической базы, ни систематизации необходимых архивных источников. В этом отношении издание предпринималось почти «с чистого листа». В связи с этим некоторые материалы представлены впервые или впервые публикуются в исправленном по рукописям виде.
Впервые издано:
По автографам и авторизованным копиям
- роман «От осени до осени»;
- продолжение романа «Египетский голубь»;
- вторая часть романа «Две избранницы»;
- четыре стихотворения Леонтьева («Саламандра», «Ермолову», «В Янине», «Пембе»);
- юношеское сочинение «Несколько слов о трех евангельских характерах» (1851);
- статья «Fungus durae matris у гипохондрика» (1855);
- записка «О Крымском полуострове» и проект «Об учебнице естествоведения в Крыму» (записка «Об учебнице…» обнаружена в РГИА и атрибутирована О. Л. Фетисенко);
- наброски «Критика» (1860), набросок к статье о книге «Путешествие молодого Костиса»;
- не издававшиеся ранее части записок «Моя литературная судьба»;
- «Моя исповедь» (текст подготовлен к печати при участии Р. А. Гоголева).
- послесловие к запискам Ф. П. Леонтьевой;
- «Примечания к „Одиссею“», «Вопросы гг. юристам»;
- записки «Для биографии К. Н. Леонтьева» и «Список сочинений К. Леонтьева с характеристикой»; заметка «Отрывок из дневника», записка «Хронология моей жизни», духовные завещания;
- заметка «Противоцерковность Курского дворянского банка» (1891);
- ранние редакции ряда статей;
- ряд дипломатических документов на русском языке (основная часть издавалась до выхода соответствующего тома ПССиП) и все донесения на французском;
- цензорские доклады;
- значительная часть писем.

Впервые атрибутировано Леонтьеву и републиковано (атрибуция О. Л. Фетисенко):
- Джон-Стюарт Милль и Россия;
- Несколько заметок из цикла «Сквозь нашу призму» (Варшавский дневник. 1880);
- Рецензия на книгу митр. Макария (Булгакова).

Впервые републиковано:
- части романа «Одиссей Полихрониадес», по каким-то причинам пропущенные в «фуделевском собрании»;
- цикл статей «С Дуная» (1867—1868);
- статья «Грамотность и народность»;
- очерки «Майносские староверы» (1884), «Священник-убийца» (1885);
- записки «Моя литературная судьба» (исправлено по сравнению с публикацией С. Н. Дурылина);
- статьи «Болгарские дела и „Русские ведомости“» (1880), «Выговор г-ну Суворину» (1880), «Старец Амвросий Оптинский» (1891);
- часть рецензий;
- авторские предисловия и послесловия;
- статья «Острое воспаление селезенки» (1858).

Исправленные тексты:
- «Исповедь мужа», «Одиссей Полихрониадес», «Анализ стиль и веяние» (учтена позднейшая авторская правка);
- «Сдача Керчи в мае 55 года»;
- «Московские ведомости о двоевластии», «Культурный идеал и племенная политика», «Кто правее?»;
- дипломатические донесения, письма;
- в комментариях к собранию впервые введены в научный оборот письма А. А. Александрова, кн. К. Д. Гагарина, К. А. Губастова, О. А. Новиковой, Н. Я. Соловьева, Т. И. Филиппова и многих других корреспондентов К. Н. Леонтьева; использованы материалы редкой периодики.

## Дополнительные публикации
Работа над собранием сопровождалась выходом множества сопутствующих публикаций, подготовленных заместителем главного редактора собрания.
Отдельные издания:
- Пророки Византизма: Переписка К. Н. Леонтьева и Т. И. Филиппова (1874—1891) / сост. О. Л. Фетисенко. СПб.: Издательство «Пушкинский Дом», 2012;
- Фетисенко О. Л. «Гептастилисты»: Константин Леонтьев, его собеседники и ученики. СПб.: Издательство «Пушкинский Дом», 2012 (в книге впервые опубликованы неизвестные тексты Леонтьева 1880-х годов);
- Архив К. Н. Леонтьева. Кн. I: Константин Леонтьев: семейный архив. Документальные повести, воспоминания, эссе и дневниковые записи Ф. П. Леонтьевой. СПб.: Издательство «Пушкинский Дом», 2019 (подготовка текста первого раздела — совместно с Е. М. Варенцовой).

Публикации в журнале «Русская литература»:
- «Литературные автопортреты» Леонтьева (2001, совм. с В. А. Котельниковым);
- Письмо к архиепископу Алексию (Лаврову-Платонову) (2001);
- Переписка К. Н. Леонтьева и С. Ф. Шарапова (2002);
- Письма к И. С. Аксакову (2004; в составе статьи «Иван Аксаков и „фанатики-фанариоты“»).

Публикации в «Ежегоднике Рукописного отдела Пушкинского Дома»:
- «Список верующих» (2010). Текст представляет собой записку для памяти, данную Леонтьевым в Оптиной пустыни в июне 1891 года его однофамильцу — петербургскому беллетристу и драматургу И. Л. Леонтьеву, известному под литературным псевдонимом «Иван Щеглов».
- Письма к М. А. Хитрово (в приложении к статье «Эпизоды из жизни консула (К. Н. Леонтьев и М. А. Хитрово)»). Публикация состоит из трех частей: письма Леонтьева к М. Хитрово, сатирические произведения Хитрово, посвященные Леонтьеву и их общим сослуживцам по консульскому корпусу в Турецкой империи; посвященный Хитрово фрагмент неизданных мемуаров К. А. Губастова.
- На сайте ИРЛИ РАН (в электронной библиотеке) представлена подготовленная О. Л. Фетисенко комментированная републикация трех малоизвестных мемуарных очерков о Леонтьеве (Н. Миляева и Ф. П. Чуфрина).

Публикации архивных материалов в других изданиях:
- в журнале «Наше наследие» (2016. № 119, 120) опубликована подборка писем к матери с Крымской войны;
- в сборнике «Российский архив» (Т. XXIV) помещена первая часть дневника бабушки Леонтьева, А. Е. Карабановой (урожденной Станкевич) (подготовка текста при участии Е. С. Левшиной и А. В. Радченко).